# Heinrich Eduard Jacob
Heinrich Eduard Jacob, alla nascita Henry Edward Jacob; pseudonimo talora utilizzato: Eric Jens Petersen (Friedrichstadt, 7 ottobre 1889 – Salisburgo, 25 ottobre 1967), è stato un giornalista, scrittore e drammaturgo tedesco naturalizzato statunitense.

## Biografia
Henry Edward Jacob era nato in una famiglia borghese di religione israelita. Suo padre Richard (1847-1898) era un direttore di banca. Jacob studiò storia, letteratura, musicologia e filosofia a Berlino. Giornalista di professione, scrisse poesie, racconti, romanzi e opere teatrali. esordì come scrittore nel 1912 con la pubblicazione raccolta di racconti Das Leichenbegräbnis der Gemma Ebria ("I funerali di Gemma Ebria"). Nel periodo precedente la prima guerra mondiale si affermò come critico teatrale. In quel periodo era legato ai primi espressionisti. Fu il primo a pubblicare, sul un quotidiano berlinese Der Demokrat, una poesia di Georg Heym. Prese parte, assieme a Georg Heym e a Jakob van Hoddis, al Neopathetisches Cabaret di Kurt Hiller. Dal 1911 collaborò alla rivista Die Aktion di Franz Pfemfert. Nel 1924 pubblicò un'antologia poetica espressionista, Verse der Lebenden. Nel 1928 Theodor Wolff, direttore del Berliner Tageblatt, lo nominò capo della redazione l'Europa centrale che si trovava a Vienna. Durante il soggiorno viennese Jacob scrisse numerose opere di narrativa. 
Con l'ascesa al potere in Germania da parte dei nazisti nel 1933, Jacob perse il lavoro al Berliner Tageblatt e le sue opere furono bruciate. Il suo romanzo Blut und Zelluloid ["Sangue e celluloide"] comparve nella prima lista di opere bandite dal regime nazista (1933). Nel 1934 riuscì ancora a pubblicare Sage und Siegeszug des Kaffees ["Leggenda e trionfo del caffè"] con la casa editrice Rowohlt Verlag, prima di essere completamente bandito dalle case editrici ael Terzo Reich. I suoi libri successivi furono pubblicati editori specializzati in Exilliteratur, la Verlag Julius Kittls Nachfolger di Julius Kittl a Ostrava e la Querido Verlag di Emanuel Querido e Fritz Landshoff ad Amsterdam.

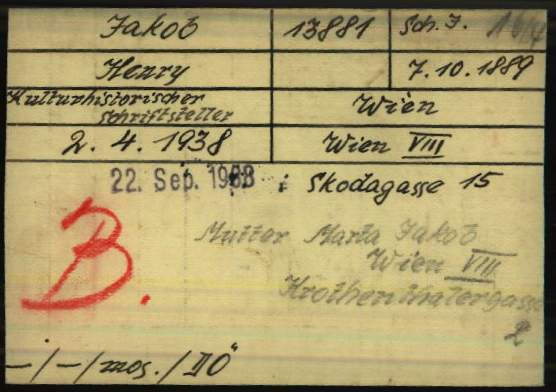
Scheda di Heinrich Eduard Jacob prigioniero nel campo di concentramento di Dachau

Nel 1938, l'Anschluss, l'annessione dell'Austria alla Germania nazista, lo fece cadere nelle mani dei nazisti. Arrestato, fu internato nel campo di concentramento di Dachau, prima di essere trasferito a Buchenwald. Suo zio Michael Jacob Barnes, che risiedeva negli Stati Uniti d'America, intercedette in suo favore presso le autorità americane che ne chiesero il rilascio alla Germania. Jacob fu rilasciato il 10 gennaio 1939 ed emigrò dapprima in Gran Bretagna e poi, nel 1940, negli Stati Uniti d'America. Il 28 febbraio 1945 Jacob divenne cittadino americano. 
Negli Stati Uniti Jacob pubblicò su riviste dell'esilio, come Aufbau. Nel 1944 fu pubblicata in inglese la sua Six thousand years of bread ["I seimila anni del pane"] che ebbe un notevole successo mondiale. Altrettanto successo ottennero le sue biografie di musicisti, soprattutto quella su Joseph Haydn. Negli ultimi dieci anni della sua vita soggiornò spesso in Europa: a Monaco, Amburgo, Zurigo, Salisburgo. Come per la maggior parte degli emigranti, nel dopoguerra non fu però in grado di ripetere i successi ottenuti in precedenza. La sua salute fisica, inoltre, peggiorò, situazione aggravata da una depressione che gli impedì a lungo di concentrarsi e che fece sì che non pubblicasse più nulla dopo il 1959.

## Opere
- Das Leichenbegräbnis der Gemma Ebria, racconti, Erich Reiß, 1912
- Reise durch den belgischen Krieg, diario, Berlin, 1915
- Das Zwanzigjährige, romanzo, Georg Müller, 1918
- Beaumarchais und Sonnenfels, teatro, Georg Müller, 1919
- Der Tulpenfrevel, teatro, Rowohlt, 1920
- Jacqueline und die Japaner, romanzo, Rowohlt, 1928
  - edizione italiana: Jacqueline tra i giapponesi, traduzione di Ervino Pocar, Milano, Sperling & Kupfer, 1930
- Blut und Zelluloid, romanzo, Rowohlt, 1930
- Die Magd von Aachen. Eine von siebentausend, romanzo, Zsolnay, 1931
- Liebe in Üsküb, romanzo, Zsolnay, 1932
- Ein Staatsmann strauchelt, romanzo, Zsolnay, 1932
- Sage und Siegeszug des Kaffees, saggio, Rowohlt, 1934
- Der Grinziger Taugenichts, Querido Verlag, 1935
- Coffee: the epic of a commodity, New York, Viking Press, 1935
  - Biografia del caffè, traduzione e aggiunta sul caffè e i caffè in Italia di Aldo Oberdorfer, Milano, V. Bompiani, 1936
- Six thousand years of bread, saggio, New-York, Doubleday & Doran, 1944
  - I seimila anni del pane : storia sacra e storia profana: con 14 illustrazioni fuori testo e 28 illustrazioni nel testo, traduzione di Oreste Rizzini, Milano, Garzanti, 1951
  - I seimila anni del pane : storia sacra e storia profana, Milano, Res Gestae, 2019, ISBN 978-88-6697-247-1
  - I seimila anni del pane : storia sacra e storia profana, traduzione di Oreste Rizzini, Torino, Bollati Boringhieri, 2019, ISBN 978-88-339-3275-0
- Joseph Haydn. Seine Kunst, seine Zeit, Sein Ruhm, biografia, Wegner Verlag, 1950
- Felix Mendelssohn und seine Zeit, biografia, S. Fischer Verlag, 1959